# Акопов, Вил Иванович
Вил Ива́нович Ако́пов (11 мая 1930 Краснодар, Северо-Кавказский край, РСФСР, СССР — 7 февраля 2021) — доктор медицинских наук, профессор. С 2006 г. — заведующий организационно-методическим отделом ГБУ Ростовской области «Бюро СМЭ», переизбран председателем Ростовского общества судебных медиков. Автор 300 работ, из которых: 12 учебных пособий и учебников, 7 монографий по судебной медицине и медицинскому праву.

## Биография
Родился 11 мая 1930 в Краснодаре в семье врача и учительницы, армянин. В начале Отечественной войны отец ушёл на фронт, а семья в декабре 1941 г. эвакуировалась в Ереван. Там продолжал учиться в школе, а в 1946 г. с семьёй переехал в Самарканд по месту избрания отца зав. кафедрой мединститута. В 1949 г. окончил среднюю школу и поступил на лечебный факультет Самаркандского медицинского института им. акад. Иван Петрович Павлова, который окончил с отличием в 1955 г. После окончания института поступил в аспирантуру при кафедре судебной медицины под руководством проф. Л. М. Эйдлина, а после её окончания защитил кандидатскую диссертацию, работал ассистентом этой кафедры и судебно-медицинским экспертом Бюро судебно-медицинской экспертизы Самаркандской области. В эти годы женился, родились трое детей.
В марте 1965 г. переехал в Читу на заведование кафедрой судебной медицины Читинского медицинского института. Вскоре после приезда был избран председателем профкома института. В конце 1966 г. был назначен проректором по научной работе. В 1972 г. во 2-м Московском мединституте защитил докторскую диссертацию «Комплексные исследования при судебно-медицинской экспертизе повреждений кожи и одежды тупыми предметами». В 1974 г. получил ученое звание профессора, назначен ректором ЧГМИ. Сразу после приезда избран председателем Читинского общества судебных медиков, через год на Всесоюзной конференции вошёл в состав Правления Всесоюзного, а затем и Российского научного общества судебных медиков. В конце 60-х и в 70-е годы был редактором 6 сборников научных работ и 12 сборников работ, выпускаемых Читинским мединститутом, организовал 4 межобластные и одну республиканскую научные конференции судебных медиков, был назначен членом комиссии АМН СССР по медицинскому обеспечению БАМ, членом Центральной учебно-методической комиссии по судебной медицине МЗ СССР. В 1976 г. в издательстве «Медицина» была опубликована первая монография «Судебно-медицинская экспертиза повреждений, причинённых тупыми орудиями». С 1976 г. дважды избирался депутатом Читинского областного совета и назначен председателем Комиссии по здравоохранению и социальному обеспечению Читинского облисполкома. Был председателем Совета ректоров Читинских вузов.
В сентябре 1979 года избран на должность заведующего кафедрой Ростовского государственного медицинского института, в связи с чем в декабре был освобождён от должности ректора ЧГМИ, переехал в Ростов-на-Дону и приступил к работе заведующего кафедрой судебной медицины. Был избран председателем научного общества судебных медиков области, возобновив её работу. На регулярно проводимых его заседаниях выступали ведущие судебные медики страны. Наладил связь и обмен опытом со многими кафедрами союза. Организовал работу кафедры в содружестве с Бюро СМЭ РО, существенно пополнил учебно-научным оборудованием материальную базу, наладил методическую работу и наглядность преподавания, ввёл новую тематику практических занятий. На базе кафедре стали проводиться Всесоюзные форумы по судебной медицине. Назначен председателем комиссии по контролю за качеством преподавания в РГМИ, избран членом ряда общественных организаций института, членом Методического Совета Бюро СМЭ РО. В начале 90-х годов организовал и проводил работу с целью открытия курса по правовым основам медицины. Организовал работу по воссозданию судебно-медицинского музея с изготовлением 700 влажных и сухих препаратов, который активно использовался в учебном процессе и имел известность за пределами кафедры. В 2000-х годах создал пакет учебно-методических документов, что позволило открыть при кафедре курс факультета повышения квалификации врачей. В разное время совмещал в качестве судмедэксперта военной судебно-медицинской лаборатории № 124, позже — 16-го Центра и Бюро СМЭ РО, а также в качестве лектора и преподавателя судебной медицины на юридических факультетах Ростовского госуниверситета, Северо-Кавказской академии госслужбы и в др. вузах, в которых подготовил учебные программы, планы, и др. учебно-методические документы. С 2006 г. перешёл на работу в качестве заведующего отделом ГБУ Ростовской области «Бюро СМЭ».

## Профессиональная деятельность
В Самаркандском медицинском институте имени акад. И. П. Павлова, УзССР 
- После окончания аспирантуры В. И. Акопов работал ассистентом кафедры судебной медицины Самаркандского мединститута и экспертом бюро судебно-медицинской экспертизы Самаркандской области;
- В 1962 г. защитил кандидатскую диссертацию «Значение и возможности непосредственной микроскопии повреждений кожи в комплексе методов исследования телесных повреждений» (с тех пор метод непосредственной стереомикроскопии повреждений кожи вошёл в экспертную практику и был признан повсеместно).
- Выступал с докладами на Всесоюзной и ряде межобластных конференциях судебных медиков, опубликовал более 20 работ.

В Читинском государственном медицинском институте, РСФСР
- С 1965 г. — заведующий кафедрой судебной медицины Читинского медицинского института.
- С 1966 г. был назначен проректором института по научной работе, затем — ректором Читинского медицинского института. Входил в состав коллегии Читинского облздравотдела.
- Дважды избирался депутатом областного Совета депутатов трудящихся, был председателем Комиссии по здравоохранению и социальному обеспечении, членом научной комиссии АМН СССР по медицинскому обеспечению БАМ.
- Принимал участие в экспертизе по сложным делам, в частности участвовал и организовал работу по экспертизе взрыва самолета ТУ-104 с массовыми жертвами, в результате первого террористического акта с попыткой угона самолета.
- 1972 — защитил докторскую диссертацию «Комплексные исследования при судебно-медицинской экспертизе повреждений тупыми предметами», присвоено звание профессора.

разрабатывались и внедрялись новые физико-технические методы исследования
проводились межобластные и республиканские конференции;
подготовлено 5 кандидатских диссертаций, разработано 6 рационализаторских предложений;
периодически выпускались сборники научных работ по судебной медицине и другим областям медицины, в которых был в качестве редактора;
проводилась работа Читинского научного общества судебных медиков, по его инициативе было создано Забайкальское НОСМ, бессменным председателем которых был;
- впервые в судебной медицине был разработан ультразвуковой метод исследования, написана и депонирована монография о возможности и эффективности его использования.

В Ростовском государственном медицинском институте (затем — университете) и Бюро СМЭ Ростовской области:
- налажена работа кафедры в тесной связи с бюро судебно-медицинской экспертизы области;
- с 1986 г. расширилась база кафедры за счёт освобождённых площадей, занимавших Бюро СМЭ РО, на кафедре был произведён капитальный ремонт, приобретено новое оснащение, оборудована лекционная аудитория, создан уникальный музей около 800 препаратов;
- создана организационно методическая база для открытия при кафедре курса специализации и повышения квалификации судебно-медицинских экспертов, который функционировал в течение 12 лет при кафедре;
- внедрены новые методы педагогики, подготовлены и частично изданы многочисленные учебно-методические пособия по разным темам и лекции для студентов, интернов, врачей, повышающих квалификацию в области судебно-медицинской экспертизы.
- на кафедре открыт и функционирует курс основ правоведения, впервые созданы учебный план, программа, методические, разработки, ситуационные задачи по этому предмету, изданы учебные пособия;
- В разные годы был лектором и преподавателем судебной медицины на юридических факультетах Ростгосуниверситета, Северо-Кавказской академии государственной службы и ещё в трёх вузах, в которых создал всю учебно-методическую документацию, читал и издал курс лекций;
- В разные годы совмещал в качестве судмедэксперта по отделу сложных экспертиз и организационно-методическим делам в судебно-медицинской лаборатории № 124, затем — 16-го центра СКВО и в Бюро СМЭ РО;
- в научном плане сотрудниками кафедры судебной медицины внедрены новые современные методики исследований, опубликовано более 200 журнальных статей;
- подготовлено 10 кандидатов и 1 доктор медицинских наук (Г. И. Авходиев)
- на базе кафедры проводились заседания Ростовского научного общества судебных медиков, Пленума правления всероссийского общества судебных медиков, а также выездные заседания научного Совета по судебной медицине АМН СССР, учебно-методической комиссии МЗ СССР.
- Редактор трех сборников научных работ по судебной медицине кафедры судебной медицины РГМИ и Бюро СМЭ.
- С 2006 г. — заведующий организационно-методическим отделом ГБУ Ростовской области «Бюро СМЭ», переизбран председателем Ростовского общества судебных медиков.

## Председательство и членство в советах, комиссиях, обществах
- дважды избирался депутатом Читинского областного Совета депутатов трудящихся;
- председатель комиссии по здравоохранению и социальному обеспечению Читинского облисполкома (два созыва);
- член Совета АМН СССР по медицинскому обеспечению строительства Байкала-Амурской магистрали;
- член Правлений российского и всесоюзного обществ судебных медиков;

председатель Читинского, Забайкальского и Ростовского научного общества судебных медиков;
- член научного Совета по судебной медицине АМН СССР;
- член учебно-методической комиссии МЗ СССР;
- член редакционных Советов журналов «Проблемы экспертизы в медицине» и «Медицинская экспертиза и право»;
- член коллегии отдела Здравоохранения Читинского облисполкома;
- член Методического Совета Бюро СМЭ Читинской и Ростовской области;
- председатель комиссии по контролю за качеством подготовки специалистов РостГМИ.

## Результаты научной и педагогической деятельности
Автор 300 работ, из которых: 12 учебных пособий и учебников, 7 монографий по судебной медицине и медицинскому праву, 2 межкафедральные программы, 2 удостоверения на изобретения и 7 рационализаторских предложений, 2 информационных письма Российского Центра СМЭ и 9 — Бюро судебно-медицинской экспертизы РО.
Кандидатская диссертация: Значение и возможности непосредственной микроскопии повреждений кожи в комплексе методов исследования телесных повреждений. — Самарканд, 1962
Докторская диссертация: Комплексные исследования при судебно-медицинской экспертизе повреждений кожи и одежды тупыми твёрдыми предметами. — М., 1972

## Публикации об Акопове В.И
1. Читинский Государственный медицинский институт. — Иркутск, 1974
2. Самаркандский государственный медицинский институт им.акад. И. П. Павлова. Краткий исторический очерк. — Ташкент, 1980. — С.113, 169—170.
3. Читинская государственная медицинская академия. 50 незабываемых лет. — Чита, 2003
4. С надеждой, верой и любовью. Книга о врачах Дона. — Ростов-на-Дону, 1998
5. Донской временник. Краеведческий библиотечно-библиографический журнал. — Ростов-на-Дону, Донской издательский дом, 2000
6. Главные действующие лица Ростовской области. — Ростов-на-Дону, 2002
7. Ростовский Государственный Медицинский Университет 1915-1900-2005 под общ. ред. В. Н. Чернышева. — Ростов-на-Дону, 2005
8. Ю. А. Неклюдов. — Выдающиеся судебные медики Российской империи, СССР и Российской Федерации. — Саратов, 2006. — С.6
9. Medikus: трудовые династии. Семейная клиника. Красный Сулин, 2008. — С.18-21
10. Судебно-медицинская экспертиза. — М., 2001, № 2; 2006, № 1; 2010, № 4
11. Медицинская экспертиза и право. — 2010, № 3
12. Проблемы экспертизы в медицине. — Ижевск: 2005, № 2, с.43; 2010, № 2, с.52

В учебниках:
1. Самищенко С. С. Судебная медицина: учебник для юридических вузов. — М., 1996. — 296 с.
2. Николаева Г. С. и др. Судебная медицина. Учебник, 4 изд. — М., 2008
3. Стеценко, С. Г. Медицинское право: учебник. СПб., 2004. — 572 с.

Цитирование:
1. В монографии В. В. Калкутина, В. Л. Попова,Е. Н. Маслова «Работа судмедэксперта в судебных заседаниях», Москва ,2012, 159 с.
2. В монографии Ю. В. Первушина,А. В. Копылова «Александр Самойлович Литвак», Ставрополь, 2014, 73 с.
3. Национальное руководство под ред.член-корр. РАМН Ю. И. Пиголкина «Судебная медицина и судебно-медицинская экспертиза». М., «ГОЭТАР-МЕДИЯ», 2014 («Большой вклад в развитие судебной медицины вносят профессора В. И. Акопов…»)
4. В Книге А. А. Тенькова — Ошибки судебно-медицинских экспертов и пути их предотвращения. Практическое руководство. Том 2. Курск, 2014.
5. 5. Егений Маслов «Спроси у смерти», Ростов-наДону , 2014.
6. О. Е. Бобров — «Архипелаг „Медлаг“ — малоизвестные истории». ж. Терапия № 1,2,3,4, Киев, 2008.
7. http://cyberleninka.ru/article/n/akopov-vil-ivanovich-k-80-letiyu-so-dnya-rozhdeniya